# اس‌ام‌اس لایپزیگ (۱۸۷۵)
اس‌ام‌اس لایپزیگ (۱۸۷۵) (به انگلیسی: SMS Leipzig (1875)) یک کشتی بود. این کشتی در سال ۱۸۷۵ ساخته شد.